# 18 Wheels of Steel

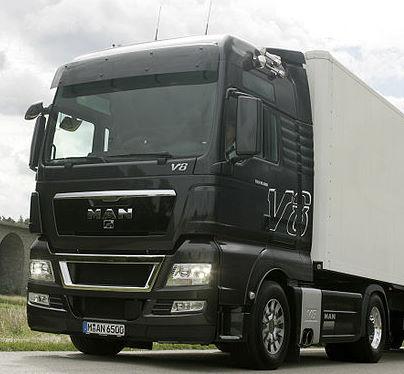
MAN TGX EOX

18 Wheels of Steel es una serie de simuladores de camiones desarrollados por SCS Software y publicados por ValuSoft desde 2002 hasta 2011, como un spin-off de Hard Truck, con el primer juego convirtiéndose en el tercer juego hard truck lanzado.

## Juegos

### Hard Truck: 18 Wheels of Steel[15 ago 2002]
La primera entrega de la serie, lanzada en 2002.

### 18 Wheels of Steel: Across America[23 Sep 2003]
Esta entrega es muy similar a Hard Truck: 18 Wheels of Steel, excepto que se actualizaron los gráficos, se agregaron más camiones y carga, y se creó un nuevo mapa que permite a los usuarios viajar a través de todo el territorio continental de los Estados Unidos, a través de 30 ciudades. En esta versión, los jugadores pueden elegir entre 30 camiones y más de 40 remolques. El tiempo se compone de un total de 24 minutos en un día en el reloj. Este juego se centra en la entrega de carga. Los jugadores también van de nuevo tres controladores de IA. A diferencia de Hard Truck: 18 Wheels of Steel, Across America no cuenta con un temporizador de sueño. Hay un modelo de tráfico mejorado, así como aviones, helicópteros y trenes con sonidos auténticos.

### 18 Wheels of Steel: Pedal to the Metal[30 Ago 2004]
En esta entrega, lanzada en 2004, el usuario puede viajar a través de todo el territorio continental de EE.UU., y también a través del norte de México y el sur de Canadá, a través de 30 ciudades. El temporizador de sueño fue traído de vuelta en esta versión. Tiene un modelo de tráfico mejorado. 18 Ruedas de Acero: Pedal al Metal requiere OpenGL. También tiene el mapa más rápido hasta la fecha además de Haulin' y es el primer juego de camiones que cuenta con más de un país.

### 18 Wheels of Steel: Convoy[1 Sep 2005]
En esta entrega actualizada, el jugador puede viajar por Estados Unidos, así como por el sur de Canadá, aunque difiere de 18 Wheels of Steel: Pedal to the Metal en que las ciudades mexicanas no están presentes. El jugador puede viajar a través de más de 30 ciudades y elegir entre más de 35 plataformas, más de 45 cargas y más de 47 remolques. El jugador tiene que usar el ratón para mirar fuera de la cabina a los espejos. Los gráficos también se han mejorado mucho en esta versión, y los usuarios pueden ver a los conductores en otros vehículos y cuando los camiones están "arrastrados" por debajo de 1500 RPM, emiten escape negro al igual que los camiones no computarizados más antiguos. Sin embargo, otras características gráficas como los medidores dinámicos del tablero fueron reemplazadas por texturas inanimadas simples, aunque este y otros errores menores se corrigieron con un parche lanzado por SCS Software en 2008. Los jugadores también pueden comprar cosas para protegerse.

### 18 Wheels of Steel: Haulin'[8 Dic 2006]
Esta entrega suma más ciudades y tiene gráficos más realistas, pero México se ha ido de esta entrega, como en Convoy. También se agregó la capacidad de usar bandas sonoras personalizadas y guardar juegos durante las entregas. Los usuarios pueden elegir entre 32 plataformas, más de 45 cargas y más de 47 remolques en el juego, incluidos los remolques dobles. El juego no requiere un ordenador muy potente para funcionar correctamente, ya que puede ejecutarse en la mayoría de los ordenadores más antiguos. El motor del juego, Prism3d, puede no responder en tarjetas gráficas más antiguas, lo que resulta en un bloqueo del juego en el inicio del juego. Los países incluyen los Estados Unidos y Canadá.

### 18 Wheels of Steel: American Long Haul[3 Dic 2007]
Esta entrega del juego es muy similar y tiene la misma jugabilidad que Haulin' pero con compañías renombradas, 2 camiones nuevos y 3 ciudades en México agregadas. Las 9 ciudades anteriores [Chihuahua, Guaymas, Monterrey, etc.] de 18 Wheels of Steel: Pedal al Metal han regresado pero el mapa de cada una fue ligeramente actualizado.

### 18 Wheels of Steel: Extreme Trucker[23 Sep 2009]
Extreme Trucker permite al jugador entregar cargas en cualquiera de las tres áreas principales del juego: Camino a Los Yungas (también conocido como Camino de la Muerte), Carretera invernal Tuktoyaktuk y el Outback. Este juego es bastante diferente de las entregas anteriores, ya que todo el concepto fue cambiado. El jugador ya no puede conducir en vaga por libre a menos que decida recorrer el mapa durante una entrega, pero solo puede elegir una oferta de trabajo del menú de selección si los usuarios han cumplido con sus requisitos de tener varios camiones nuevos y entregas realizadas. Los camiones y coches están modelados según marcas reales, aunque los usuarios no pueden poseer ningún vehículo a través del juego y son simplemente conductores de camiones que buscan varios trabajos. Aun así, la computadora de rango bajo a mediocre de hoy en día será capaz de ejecutar el juego sin obtener FPS bajos. El juego fue en su mayoría mal recibido por los críticos. El juego fue criticado principalmente por el cambio de concepto de la serie, pero fue bien recibido por los jugadores y algunas críticas fueron positivas hacia el juego y elogiaron el juego por sus gráficos y jugabilidad.

### 18 Wheels of Steel: Extreme Trucker 2[6 ene 2011]
Lanzado en 2011, Extreme Trucker 2 es una secuela de 18 Wheels of Steel: Extreme Trucker. El juego tiene dos ubicaciones adicionales: Montana y Bangladés, y algunos nuevos tipos de carga.